# Homopus
Homopus é um gênero de minúsculos tartarugas na família Testudinidae, endêmico da África austral.

## Nomenclatura
Como um grupo, essas espécies intimamente relacionadas são comumente conhecidas na Europa e na África como  'padlopers'  (originalmente significando "caminhantes" em Afrikaans), devido ao seu hábito de fazer pequenos caminhos através da vegetação.. Em outras partes do mundo, como nos Estados Unidos, são conhecidas como tartarugas do cabo.

## Espécies
O gênero contém estas espécies:
- Homopus areolatus[5]
- Homopus femoralis[6]